# Auf dem Kreuzzug ins Glück
Auf dem Kreuzzug ins Glück – podwójny, studyjny album niemieckiego zespołu punkrockowego Die Toten Hosen, wydany w 1990 roku na dwóch płytach CD.

## Lista utworów

### CD 1
1. „Auf dem Kreuzzug ins Glück” (Frege, von Holst, Meurer) − 1:58
2. „Alles wird gut(inne języki)” (v. Holst/Frege) − 3:36
3. „Glückspiraten” (Meurer/Frege) − 4:20
4. „Fünf vor zwölf” (Meurer/Frege) − 3:12
5. „Geld $ Gold (Darf's ein bißchen mehr sein?)” (v. Holst/Frege) − 3:37
6. „First Time” (Honest John Plain/Plain) − 3:01
7. „Keine Chance für die Liebe” (Frege/Frege) − 3:39
8. „Die Opel-Gang Teil II - Im Wendekreis des Opels” (Breitkopf/Frege) − 4:29
9. „Streichholzmann” (Breitkopf/Frege) − 3:26
10. „All die ganzen Jahre(inne języki)” (Frege/Frege) − 3:18
11. „Sein oder Nichtsein” (Rohde/Frege) − 4:41
12. „New Guitar in Town” (Plain/Stride) − 3:23
13. „Schönen Gruß, auf Wiederseh'n” (Rohde/Frege) − 3:41

### CD 2

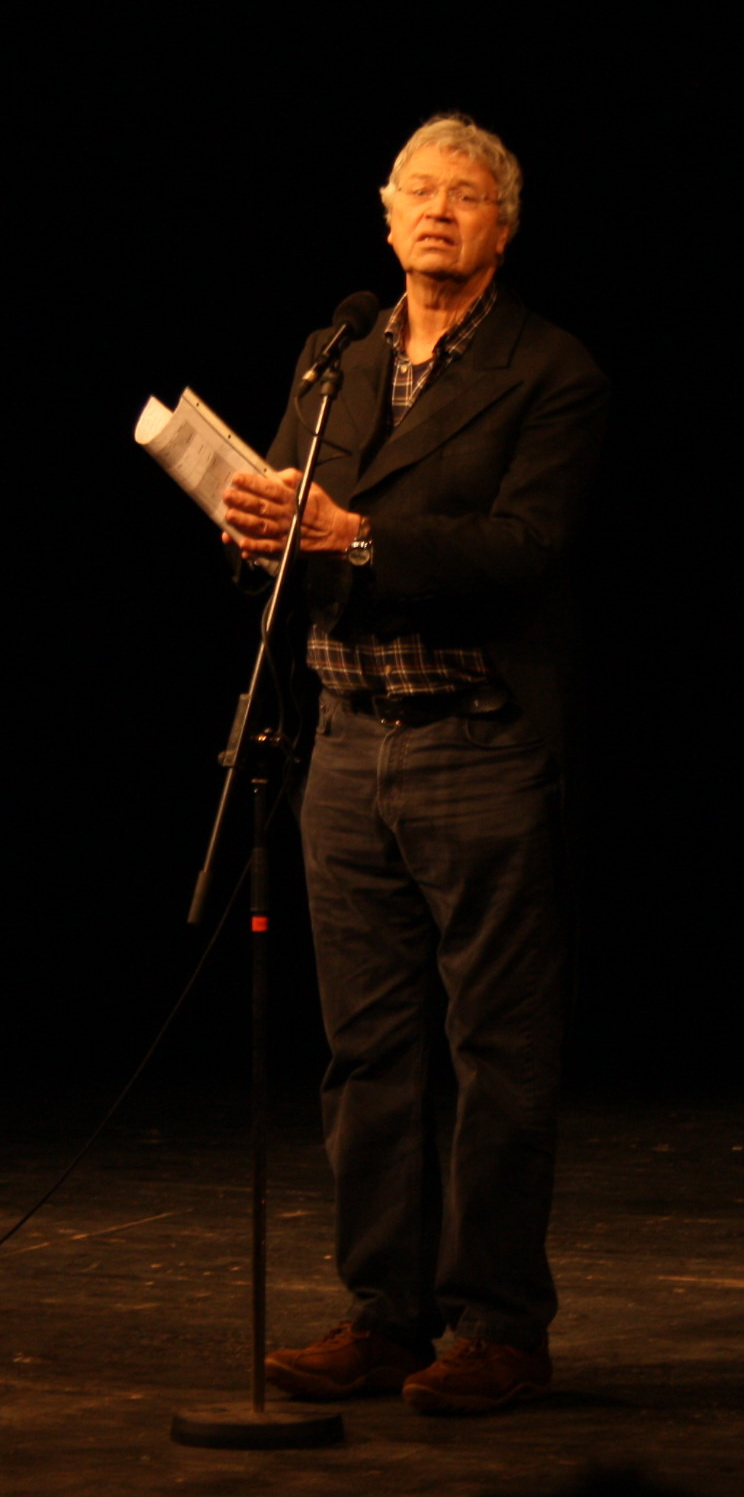
Gerhard Polt 2010

1. „Hip Hop Bommi Bop (Tap into America-Mix)” (Breitkopf, Frege, v. Holst, Meurer, Trimpop/Meurer, Trimpop) − 4:18
2. „Achterbahn” (Rohde/Frege) − 3:35
3. „Der Auftrag” (Breitkopf/Frege) − 5:06
4. „1000 Nadeln” (Meurer/Frege) − 2:40
5. „Mehr davon (Dreadlock-Mix)” (v. Holst/Frege) − 4:25
6. „Im Jet-Grill” (Bretikopf, Frege, Meurer) − 2:05
7. „Azzuro” (Paolo Conte, Michele Virano(inne języki)/Conte, Vito Pallavicini(inne języki)) − 2:32
8. „Liebesspieler (High-Noon-Mix)” (Breitkopf, Frege/Frege) − 3:28
9. „Opel-Gang (Trucking-Mix)” (v. Holst, Frege/Breitkopf, Frege, v. Holst, Meurer, Trimpop) − 2:29
10. Willi - ein Verlierer (Drama in drei Akten) mit Gerhard Polt(inne języki) und der Biermösl Blosn(inne języki)
10. „Fungizide - Genetisch versaut” (Polt) − 1:17
11. „Willi muß ins Heim” (von Holst/Trimpop, Frege, Meurer) − 2:32
12. „Der Besuch” (Polt) − 1:17
13. „Willi's weiße Weihnacht” (Breitkopf, Frege, v. Holst, Meurer, Trimpop/Frege) − 3:34
14. „Pubertät/Der Urlaub” (Polt) − 1:16
15. „Willi's tiefer Fall” (Frege/Frege) − 3:00
16. „Der Polizist/Der Analphabet” (Polt) − 1:18

## Dodatkowe utwory na reedycji z 2007 roku
1. „Glückspiraten” – 4:23
2. „Wahre Liebe” (Rohde/Frege) – 3:38
3. „Die Opel-Gang Teil II - Im Wendekreis des Opels” – 4:56
4. „Sein oder Nichtsein” – 3:59
5. „Geld $ Gold (Darf's ein bißchen mehr sein?)” – 4:13
6. „Fernsehen” – 3:14
7. „All die ganzen Jahre” – 3:18
8. „Steht auf, zum Gebet!” (Frege/Frege) – 1:58
9. „Fernsehen” (Frege/Hanns Christian Müller(inne języki)) – 3:47
10. „Traumfrau” (Meurer/Frege) – 2:21
11. „Abitur” (Breitkopf/Frege) – 1:47
12. „Herzlichen Glückwunsch” (v. Holst/Frege) – 2:03
13. „Dr. Sommer” (Breitkopf/Frege) – 1:57
14. „Feinde” (Frege/Frege) – 2:20
15. „Yeah, Yeah, Yeah” (Fife, Krupa, Reynolds, Rhythm) – 2:00
16. „Vor dem Sturm” (Rohde/Frege) – 3:53
17. „Altstadt hin und zurück” (Breitkopf, Frege, von Holst, Rohde/Breitkopf, Frege, von Holst, Rohde) – 2:11
18. „Maßanzug” (Frege, Müller/Müller, Frege) – 2:54
19. „Kitsch” (Breitkopf/Frege) – 3:53

## Single
- 1990 „Alles wird gut(inne języki)”
- 1990 „Azzurro”
- 1990 „All die ganzen Jahre(inne języki)”

## Wykonawcy
- Campino – wokal
- Andreas von Holst – gitara
- Michael Breitkopf – gitara
- Andreas Meurer – gitara basowa
- Wolfgang Rohde – perkusja

## Listy przebojów
| Rok  | Kraj       | Pozycja |
| ---- | ---------- | ------- |
| 1990 | Niemcy     | 1       |
| 1990 | Szwajcaria | 6       |
| 1989 | Austria    | 16      |